# نوت (هلند)
نوت (به هلندی: Nuth) یک شهرستان در هلند است که در لیمبورخ واقع شده‌است. نوت ۸۶ متر بالاتر از سطح دریا واقع شده‌است.